# Xaviera (geslacht)
Xaviera is een geslacht van insecten uit de familie van de Mantispidae, die tot de orde netvleugeligen (Neuroptera) behoort.

## Soorten
Deze lijst is mogelijk niet compleet.
- X. manca (Gerstäcker, 1885)